# Брифи (Савона)
Брифи је насеље у Италији у округу Савона, региону Лигурија.
Према процени из 2011. у насељу је живело 79 становника. Насеље се налази на надморској висини од 186 м.